# Långasjögölen
Långasjögölen är en sjö i Ronneby kommun i Blekinge och ingår i Nättrabyåns huvudavrinningsområde. Sjön är 8,4 meter djup, har en yta på 0,016 kvadratkilometer och befinner sig 69 meter över havet.